# 2022–2023-as közel-keleti TCR-szezon
A 2022–2023-as közel-keleti TCR-szezon lesz a széria negyedik szezonja, miután a 2019-es évad után visszatér a bajnokság. A széria promótere a Driving Force Events, a bajnokság pedig a Gulf ProCar Championship sorozatnak fogja a TCR kategóriáját képezni.

## Versenynaptár
Az előzetes versenynaptárat 2022. augusztus 18-án hozták nyilvánosságra, a hétvégék egy 1 órás, illetve egy éjszakai futam formájában kerülnek lebonyolításra.
| Forduló | Forduló | Dátum           | Helyszín                      | Pályarajz |
| ------- | ------- | --------------- | ----------------------------- | --------- |
| 1.      | 1.      | december 9-10.  | Yas Marina Circuit            |           |
| 1.      | 2.      | december 9-10.  | Yas Marina Circuit            |           |
| 2.      | 3.      | december 17-18. | Dubai Autodrome               |           |
| 2.      | 4.      | december 17-18. | Dubai Autodrome               |           |
| 3.      | 5.      | január 27-28.   | Bahrain International Circuit |           |
| 3.      | 6.      | január 27-28.   | Bahrain International Circuit |           |
| 4.      | 7.      | február 3-4.    | bejelentés később             |           |
| 4.      | 8.      | február 3-4.    | bejelentés később             |           |